# Lambda Leporis
Lambda Leporis (λ Leporis, förkortat Lambda Lep, λ Lep) som är stjärnans Bayerbeteckning, är en ensam stjärna belägen i den nordvästra delen av stjärnbilden Haren. Den har en skenbar magnitud på 4,29 och är synlig för blotta ögat där ljusföroreningar ej förekommer. Baserat på parallaxmätning inom Hipparcosuppdraget på ca 3,8 mas, beräknas den befinna sig på ett avstånd på ca 850 ljusår (ca 260 parsek) från solen.

## Egenskaper
Lambda Leporis är en blå till vit stjärna i huvudserien av spektralklass B9 V. Den har en massa som är ca 15 gånger större än solens massa, en radie som är ca 4,5 gånger större än solens och utsänder från dess fotosfär ca 15 500 gånger mera energi än solen vid en effektiv temperatur på ca 30 400 K.
I förhållande till närliggande stjärnor har Lambda Leporis en egenrörelse på 16,3 ± 2,8 km/s.